# Boue activée
Le procédé dit « à boues activées » utilise l'épuration biologique dans le traitement des eaux usées. C'est un mode d’épuration par cultures libres. Dans une filière de traitement des eaux (i.e. les différentes phases d'épuration pour une station donnée), le procédé à boues activées fait partie des traitements secondaires.

## Historique
Ce procédé provient de l'étude réalisée à Manchester par Arden et Lockett. Ils mettront au point la technique d'abord dans un seul bassin, puis par la suite l'amélioreront par l'ajout d'autres bassins et étapes.
Depuis, les chercheurs travaillent à l’amélioration des stations d’épuration à boues activées, notamment en créant des modélisations des réactions qui se produisent lors du traitement. Leurs travaux (à l'échelle internationale) ont notamment permis la parution d'un guide d’utilisation des modèles de fonctionnement des stations d’épuration à boues activées ainsi que la mise au point de nouvelles innovations.

## Principe

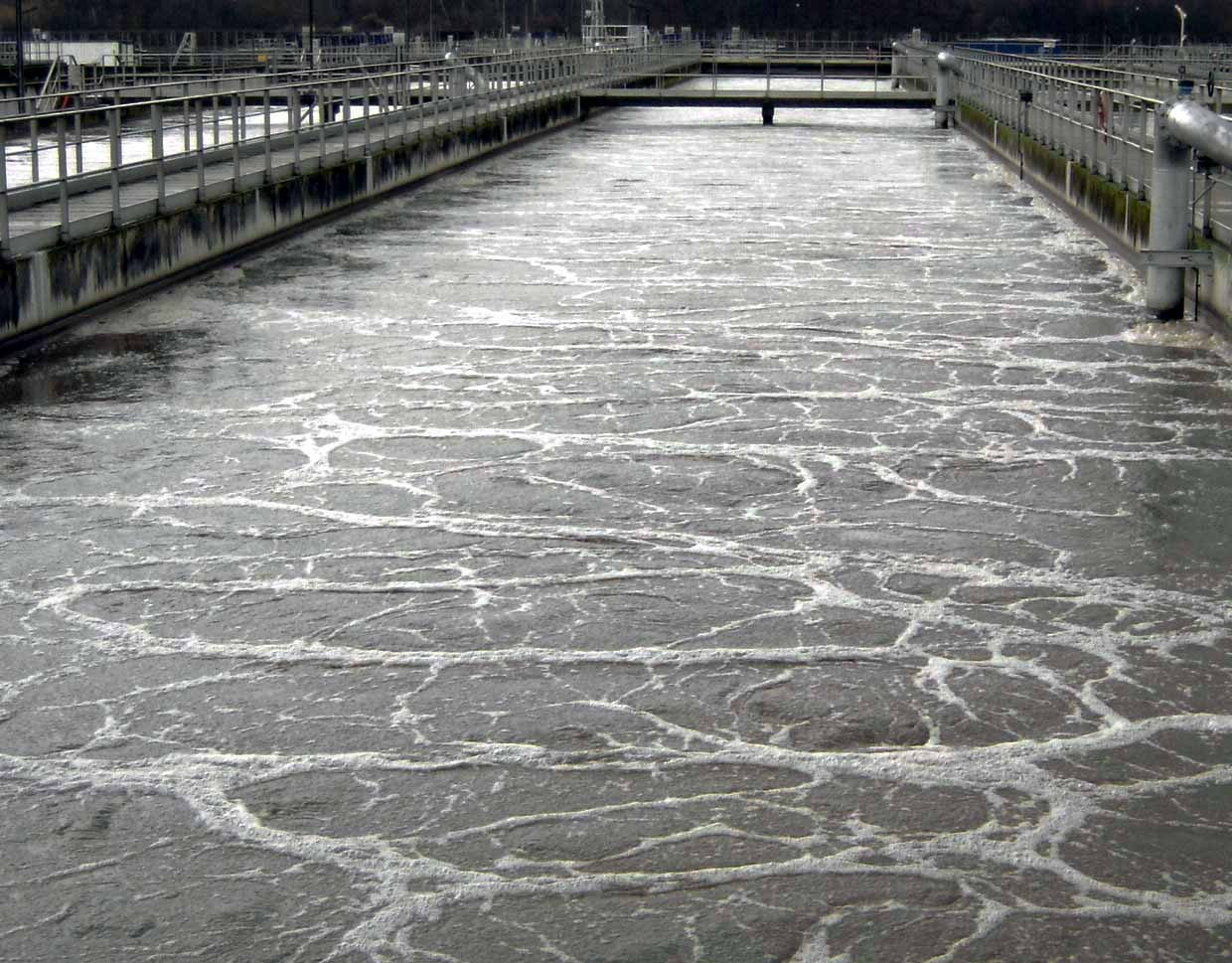
Traitement biologique avec apport artificiel d'oxygène

Le principe est de faire dégrader la matière organique (en suspension ou dissoute dans les eaux usées) principalement par des bactéries (dont bactéries filamenteuses), qui seront elles-mêmes mangées par des microorganismes (protozoaires, principalement des ciliés, en partie responsables de la floculation et source de clarification progressive de l'eau).
Le brassage permanent du milieu permet un meilleur accès des bactéries aux particules et une aération importante nécessaire à la pérennité du système de biodégradation (seule la pollution biodégradable peut être ainsi traitée).
Il est suivi d'une décantation à partir de laquelle on renvoie les boues riches en bactéries vers le bassin d'aération.
« Les bactéries filamenteuses relient les flocs entre eux et augmentent le rapport surface/volume, ce qui favorise la flottaison. La capacité de décantation des flocs est donc plus faible. Ce phénomène, appelé "bulking" provoque également des mousses brunes. ». Quand ces mousses sont présentes en moins grand nombre ou absentes, les flocs bactériens sont plus petits et la turbidité plus élevée,.
Le procédé à boues activées a quatre objectifs:
- éliminer la pollution carbonée (matières organiques) ;
- éliminer une partie de la pollution azotée ;
- fixer le phosphore dans la matière décantée ;
- stabiliser les boues (procédé dit d'« aération prolongée » ou « digestion aérobie »).

## Domaine d'application
La technique des boues activées est appropriée pour des eaux usées domestiques d'agglomérations à partir d'environ 400 équivalent-habitants, jusqu'aux plus grandes villes. Elle existe néanmoins pour des installations individuelles, quoique le procédé ne soit pas assez éprouvé.
Les effluents industriels ou agroalimentaires sont très variables, et peuvent selon les cas être traités par ce processus, avec souvent une adaptation à leur nature et caractéristiques.

## Éléments d'une station à boues activées
Un procédé à boues activées visant à éliminer les matières organiques (pollution carbonée, parfois azotée et/ou phosphaté) comprend les éléments suivants :
- bassin d'aération : une à quatre phases sont réalisées dans ce bassin, selon le type et le niveau de traitement souhaité :
  - Dans tous les cas, un bassin avec apport d'air (turbine ou diffusion de micro bulles) de manière à obtenir une teneur en oxygène dissous suffisante pour l'activité biologique afin de permettre l'élimination du carbone et, si besoin, la nitrification des composés azotés.
  - Dans le cas du traitement de l'azote, une ou deux étapes anoxiques permettant de dénitrifier les composés azotés.
  - Dans le cas du traitement du phosphore par voie biologique, une étape anaérobique (généralement en amont de tous les autres bassins).
  - Dans le cas du traitement de l'azote, une recirculation des boues mixtes du bassin aéré vers le 1er bassin anoxique.

- bassin de décantation secondaire (dit aussi clarificateur) : l'eau épurée est évacuée par « surverse » dans le milieu naturel (sauf traitement tertiaire).

Les boues quant à elles, produites dans le premier bassin, décantent naturellement et sont renvoyées en plus grande partie vers le bassin d'aération (recirculation), tandis que la partie excédentaire est dirigée vers un circuit de déshydratation ou un stockage spécifique.

## Action des microorganismes

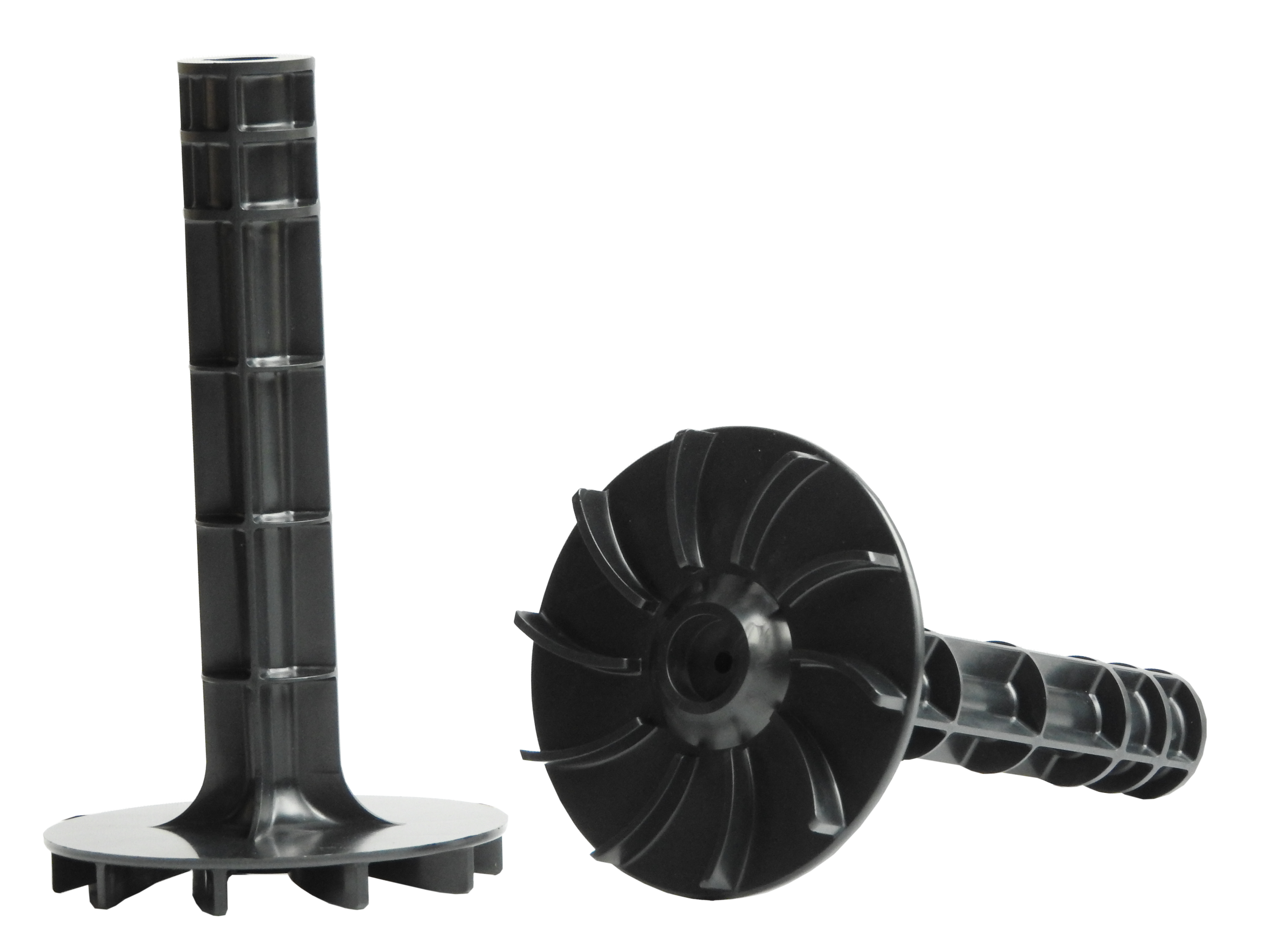
Turbine d'oxygénation fabriquée par DTE assainissement adaptable sur tous types de moteur pour micro station d'épuration.

La boue activée est composée essentiellement de microorganismes hétérotrophes qui ont dégradé les matières organiques, et des produits de dégradation, dont les matières azotées, dégradées en nitrates. L'introduction d'oxygène par aération est donc indispensable à leur action. Les microorganismes sont maintenus en mélange intime avec l’eau à traiter et ainsi entrent constamment en contact avec les polluants organiques des eaux résiduaires.
La dégradation éventuelle du nitrate (en diazote), appelée dénitrification, peut être provoquée en plaçant les boues en conditions anoxiques (présence de nitrate, absence d'oxygène), soit par phase dans le bassin d'aération (celle-ci étant interrompue) soit dans un bassin non aéré, nommé bassin d'anoxie. Cette dégradation est faite par des bactéries spécifiques.
La reproduction des microorganismes intervient en conditions favorables, lorsque leur croissance est importante et que les bactéries se mettent à se diviser. Les exopolymères qu'elles sécrètent leur permettent de s'agglomérer en flocs décantables (c’est la floculation). Les conditions d'opération choisies sont celles qui favorisent la décantation de ces flocs. Afin de maintenir une biomasse bactérienne suffisante, la boue est recyclée par pompage dans le bassin de décantation secondaire (la boue extraite est mise en re-circulation vers le bassin de traitement aérobie). Une part du travail de gestion et de dimensionnement d'un système à boues activées consiste à gérer cette biomasse. Celle-ci peut être rendue insuffisante par une recirculation trop faible, une intoxication des bactéries par une pollution massive, une trop forte arrivée d'eau (phénomène de rinçage), ou bien à la mise ou remise en service, qui implique une mise en charge progressive.

## Bassins d'aération
L'aération des eaux résiduaires a lieu dans les bassins contenant les boues activées, qui ont une forme appropriée en fonction du système d'aération, du mode d'introduction des eaux et de la boue activée. On appelle ces bassins : bassins d'aération, bassins à boues activées ou encore bassins d’oxydation. L'aération peut être assurée en surface par des turbines d'aération de type lentes, ou dans le fond par des procédés de rampe de distribution de bulles d'air alimentées par un surpresseur ou par un compresseur d'air. Les rampes de distribution sont complétées par des diffuseurs d'air dites grosses bulles ou fines bulles, suivant l'efficacité recherchée. Le rendement de transfert d'air dans l'eau peut être amélioré par l'augmentation de la hauteur d'eau (uniquement pour les rampes de distribution).
Les besoins journaliers en oxygène sont en rapport avec la charge organique journalière et son mode de dégradation, ainsi que la quantité d'azote à nitrifier. Bien que la dégradation de la pollution carbonée s'arrête lors du cycle de Krebs, il faut réoxyder les molécules transporteuses d'hydrogène de ce cycle via la respiration (cette voie capte son électron en réoxydant ces molécules). Or la respiration nécessite un accepteur d'électrons, soit un substrat respirable oxydé tel que l'oxygène. Finalement, l'oxygène apporté est utilisé dans la voie de la respiration pour produire de l'énergie, voie qui va réalimenter le cycle de Krebs, permettant ainsi une dégradation continue de la matière organique. Lors de la dénitrification, c'est l'oxygène des nitrates qui est utilisé. Ainsi, les besoins en oxygène sont calculés à partir des besoins des chaînes respiratoires bactériennes et des besoins pour la nitrification. La quantité à apporter en oxygène correspond alors à ces besoins moins l'économie faite lors de la respiration des nitrates. Les besoins en oxygène différent donc de la quantité à apporter.
Pour la respiration, on en distingue deux types :
- la respiration exogène, celle qui dégrade la pollution : a × flux de DBO5
- la respiration endogène, pour la respiration des organites cellulaires : b × quantité de biomasse

a et b étant des coefficients fonction de la charge massique.
Ainsi, les besoins en oxygène pour la respiration sont : a × flux de DBO5 + b × quantité de biomasse.
- Besoins pour nitrification : 4,18 × (NTKentré – 0,05 × DB05)
- Besoins totaux en oxygène = a × flux de DBO5 + b × quantité de biomasse +  4,18 × (NTKentré – 0,05 * DB05)
- Économie par dénitrification = 2,86 * (NTKentré – 0,05 × DB05) × 0,7 (NB : 70 % d'efficacité) = Q02 à apporter

Le choix du système d'aération est important car ce poste représente entre 60-80 % de la consommation d'énergie d'une station d'épuration. Les systèmes d'aération peuvent se subdiviser en deux grandes classes. Il y a les systèmes qui aèrent en surface et les systèmes qui aèrent l'eau par bullage, donc installés sous le niveau de l'eau. Dans les systèmes en surface, il y a les systèmes mécaniques lents et les systèmes mécaniques rapides. Les systèmes mécaniques rapides sont peu utilisés en stations municipales car peu efficaces en termes de rendement énergétique. Les systèmes lents comprennent les aérateurs à arbres verticaux (aussi appelées turbines lentes) et les aérateurs à arbres horizontaux (appelés brosse). Pour de très petits bassins, ces brosses ont l'avantage de bien propulser l'eau, par contre leur rendement est +/-10 % inférieur aux turbines lentes de grand diamètre.
De tous les systèmes d’aération de surface, les aérateurs lents à arbres verticaux sont les plus utilisés car ils ont le meilleur rendement d’oxygénation, la plus haute capacité d’oxygénation par unité et la meilleure capacité de brassage pour de grands bassins.
Les systèmes immergées comprennent de nombreux systèmes mais le plus utilisés sont à fines bulles. Il est intéressant de noter que de nouveaux systèmes par diffusion d'air (par opposition aux bullage classique) promettent d'excellents rendements énergétiques.
En  comparant les systèmes les plus couramment utilisés, à savoir turbines lentes et fines bulles, les aérateurs de surface à arbres verticaux de type lent (turbines lentes) ont de multiples avantages. Leur maintenance est négligeable alors que les aérateurs à fines bulles doivent impérativement être nettoyés. La durée de vie des turbines lentes est nettement plus élevée et leur fiabilité largement supérieure. Par contre, leur rendement mesuré suivant la norme EN 12255-15 donne de meilleurs résultats pour les fines bulles. Cette norme permet de mesurer et donc de comparer l'efficacité des systèmes en conditions standard donc à 20 °C, 1013 mbar et avec de l'eau clair (potable). Pour avoir une bonne image de la facture énergétique, il faut intégrer le facteur alpha. Ce facteur est le rapport entre le Kla (coefficient de transfert d'oxygène) en eaux usées et le Kla en eaux claires. Ce facteur alpha qui dépend de l'eau est très différent quand on aère en surface ou sous l'eau. Il est nettement favorable aux aérateurs de surface (de l'ordre de 0,9 pour les aérateurs de surface) alors qu'il n'est que de ± 0,6 pour les systèmes fines bulles (valeur pour des eaux usées urbaines). De plus, les aérateurs de surface ne nécessitent généralement pas de mélangeur alors que le rendement énergétique d'un système d'aération doit reprendre tous les accessoires utilisés pour l'aération. Sur des périodes d’exploitation données, on peut constater que la consommation énergétique des aérateurs de surface de type lent (grand diamètre) est similaire aux fines bulles toute autre chose étant égale par ailleurs. Cela a été mis en évidence notamment aux Pays-Bas où les deux systèmes sont installés sur des compteurs d'énergie de manière systématique. D’autres critères sont également importants à prendre en considération tels que le bruit, les aérosols et les accessoires indispensables à un système d’aération. Les aérateurs de surface de type lent peuvent être entièrement recouverts de manière à supprimer toute nuisance. Pour les fines bulles, c’est le suppresseur qui doit être capoté et mis dans un bâtiment avec éventuellement des  filtres à air. L'aération de surface requiert moins de bâtiment et nettement moins de travaux sur chantier ce qui limite l'énergie grise. À noter également que des sociétés mettent sur le marché des aérateurs solaires sans connexion au réseau électrique et sans batterie. Ces machines sont destinées aux lagunes et c'est alors la lagune qui fait office de stockage court terme d'énergie sous forme de d'oxygène dissous.

## Éléments sommaires de dimensionnement

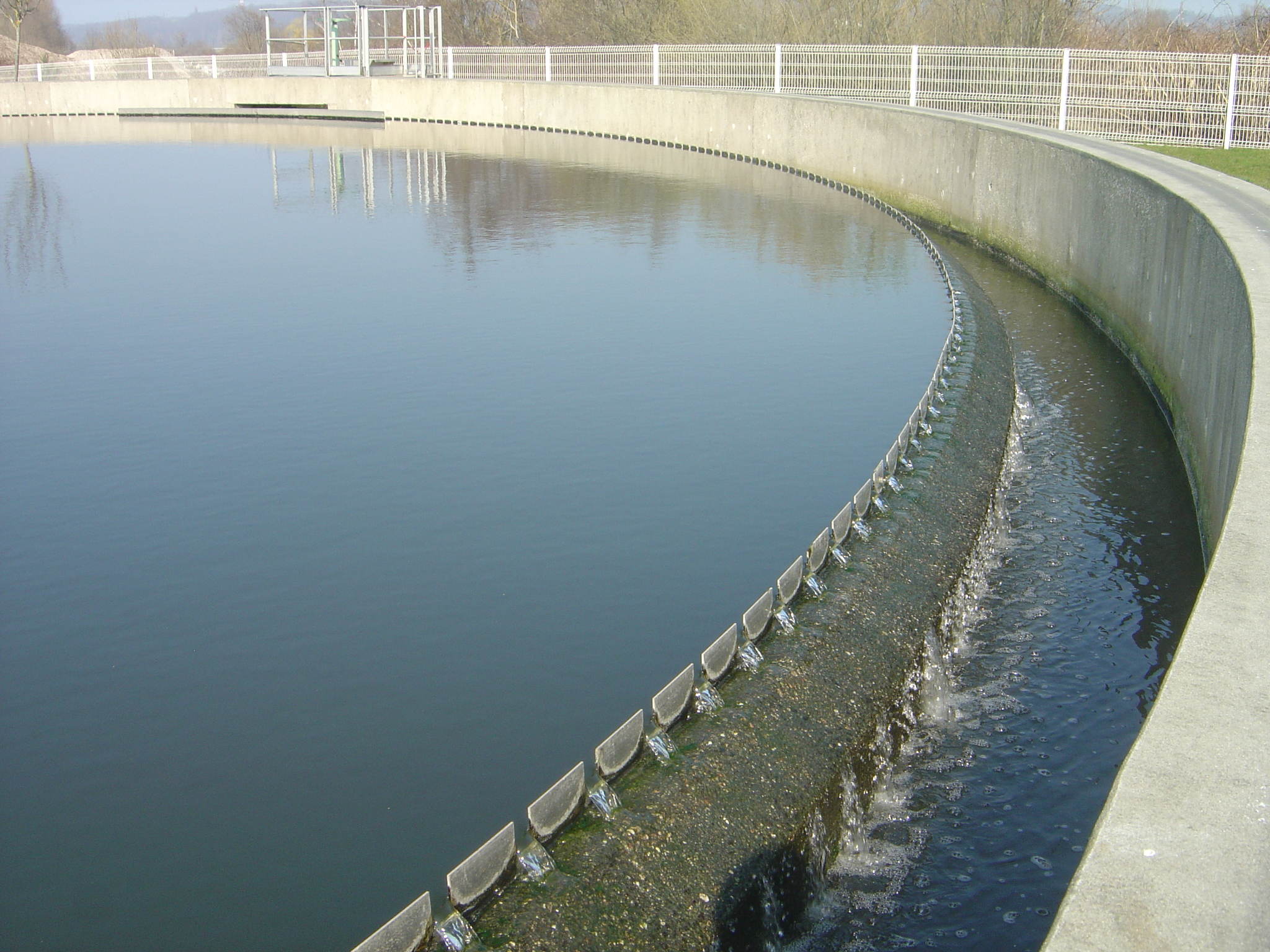
Clarificateur

### Données concernant l'effluent
- Volume produit par équivalent-habitant (eqh) : environ 150 L/jour en France (à titre de comparaison, elle est de plus de 400 L/j aux États-Unis et au Canada)
- Charge organique par eqh : environ 45 à 60 g de DBO5/j en France. La valeur utilisée en France est 60 g/j de DBO5 pour un eqh, cette valeur est fixée par l'article R.2224-6 du code des collectivités territoriales. D'un point de vue juridique, dans tous les textes de l'Union Européenne, la valeur retenue de l'eqh est de 60 g/j de DBO5.
- DCO (Demande Chimique en Oxygène) par eqh : 120 g[DCO]/j en France
- Azote produit par eqh : 15 g[N]/j en France
- Matières en suspension par eqh : 90 g[MES]/j en France
- Phosphore par eqh : environ 1,5 g[P]/j en France en 2008
- le nombre d'habitants de la zone
- le débit journalier en m3/h
- le débit de pointe en m3/h

### Dimensionnement
- Temps de séjour dans le bassin d'aération : 8 à 50 heures
- Temps de séjour dans le clarificateur : 5 à 10 heures
- Puissance installée d'aération :
- Volume du bassin d'aération par équivalent-habitant (eqh) : environ 0,2 m3
- Volume du clarificateur par eqh : environ 0.05 à 0,1 m3 (50 à 100 L)
- Recirculation des boues (du bassin de décantation vers le bassin d'aération) : 5 à 10 % des boues sont extraites du circuit chaque jour, soit un « âge des boues » de 10 à 20 jours, à partir du bassin d'aération ou de décantation, en fonction de leur concentration dans le bassin d'aération et de la quantité présente dans le bassin de décantation.
- Production de boue par eqh et par jour : 30 à 60 g de matière sèche par jour soit 1 à 3 litres de boues non épaissies.
- Dans le réacteur biologique (ou bassin d'aération) la biomasse doit être approximativement égale à 10 fois la quantité de matière organique entrante chaque jour.